# Omori-Gesetz
Das Omori-Gesetz ist ein 1894 von Fusakichi Ōmori entdecktes geophysikalisches Gesetz, nach dem Vor- und Nachbeben in ihrer Häufigkeit zeitlich gemäß einer Potenzverteilung um ein Hauptbeben verteilt sind.
Für Vorbeben lautet das Gesetz {\displaystyle N_{f}(t)\propto (t_{M}-t)^{-q}}, wobei {\displaystyle N_{f}(t)} die Anzahl der Vorbeben und {\displaystyle t_{M}} den Zeitpunkt des Hauptbebens angibt. {\displaystyle q} ist ein Exponent.
Für Nachbeben lautet das Gesetz {\displaystyle N_{a}(t)\propto (t-t_{M})^{-p}}, wobei {\displaystyle N_{a}(t)} die Anzahl der Nachbeben und {\displaystyle t_{M}} den Zeitpunkt des Hauptbebens angibt. {\displaystyle p} ist ein Exponent.
Während der Finanzkrise 2008/2009 wurde von einzelnen Mathematikern versucht, den Verlauf von Börsenkursen gemäß dem Omori-Gesetz vorherzusagen.